# Tadeusz Swat
Tadeusz Antoni Swat (ur. 16 lutego 1936, zm. 3 maja 2005) – publicysta, historyk, krytyk literacki, działacz społeczny i współpracownik IPN.

## Życiorys
Urodził się 16 lutego 1936 w Warszawie, w rodzinie Józefa i Heleny z domu Majewskiej. W 1945 przeniósł się wraz z rodziną do Olsztyna, z którym był następnie związany przez ponad 30 lat. Tutaj ukończył I Liceum Ogólnokształcące im. Adama Mickiewicza. W 1961 rozpoczął studia na filologii polskiej w Studium Nauczycielskim w Olsztynie. Ukończył je w 1963. Trzy lata później podjął naukę w Wyższej Szkole Pedagogicznej w Gdańsku, w 1978 na wydziale Humanistycznym Uniwersytetu Gdańskiego za rozprawę na temat Polska pieśń patriotyczna na Warmii w latach 1772–1939 nadano mu stopień doktora nauk humanistycznych. Przez wiele lat pracował w Olsztynie, a następnie w Warszawie
Był bramkarzem drużyny piłki ręcznej olsztyńskiego AZS oraz kolejarskiej drużyny piłki nożnej KS „Warmia”. Był przodownikiem turystyki pieszej i górskiej, posiadał „Złotą Honorową Odznakę PTTK”. Zmarł 3 maja 2005 w Kielcach.

## Działalność
W latach 1954–1960 pracował jako dziennikarz w redakcji „Życia Olsztyńskiego”, mutacji „Życia Warszawy”, a następnie w olsztyńskim Oddziale „Słowa Powszechnego” oraz regionalnym dodatku „Słowo na Warmii i Mazurach”, którym kierował w latach 1972–1975. Na początku 1976 objął stanowisko przewodniczącego Zarządu Oddziału Wojewódzkiego Stowarzyszenia PAX w Płocku. W latach 1977–1978 rozpracowywany w ramach Sprawy Obserwacyjnego Rozpracowania (SOR) „Krzyżak”, które zakończyło się pozyskaniem go przez Służbę Bezpieczeństwa, w latach 1978–1982 tajny współpracownik SB ps. „Szczęsny”. W połowie 1979 władze Stowarzyszenia przeniosły go do Warszawy, tam objął stanowisko kierownika Wydziału Społeczno-Ekonomicznego. l listopada 1985 podjął pracę w Instytucie Wydawniczym PAX. Do końca stycznia 1988 był kierownikiem Redakcji Literatury Pięknej. Podjął również pracę w Fundacji Ochrony Zabytków Stowarzyszenia PAX zostając jej prezesem (zastąpił Stanisława Karolkiewicza w 1992) i dyrektorem (od 1999 do przejścia na emeryturę w roku 2001). Był członkiem wielu towarzystw naukowych i kulturalnych, m.in. Towarzystwa Naukowego im. Wojciecha Kętrzyńskiego w Olsztynie, Polskiego Towarzystwa Etnologii Miasta Warszawy, był prezesem Zarządu Fundacji „Polonia Restituta” w Warszawie. Współpracował z Muzeum Niepodległości w Warszawie. Był autorem listy zamordowanych w katowniach Wronek i Rawicza. Brał czynny udział w budowie pomników na grobach więźniów w Warszawie na Cmentarzu Wojskowym (kwatera „Ł” i „K”) oraz Krzyża-Pomnika na Cmentarzu Bródnowskim.
Był autorem wielu artykułów naukowych i prasowych, również krytyczno-literackich w olsztyńskich i ogólnopolskich czasopismach. W „Życiu Olsztyńskim” i „Słowie na Warmii i Mazurach” opublikował kilkadziesiąt artykułów, reportaży, recenzji o książkach poświęconych Warmii i Mazurom. Zamieszczał też artykuły w pismach wydawanych Przez Stowarzyszenie PAX, m.in.: „WTK”, „Kierunki”, „Zorza”. Recenzje i artykuły naukowe zamieszczał także w „Komunikatach Mazursko-Warmińskich” i publikował w „Biuletynie Informacyjnym AK” – miesięczniku Światowego Związku Żołnierzy Armii Krajowej. Współpracował z czasopismami: „Nasza Rota”, „Rocznik Wołomiński” i był członkiem rady redakcji pisma „Niepodległość i Pamięć”.

## Wybrane publikacje książkowe
- Polska pieśń patriotyczna na Warmii w latach 1772–1939. Olsztyn: „Pojezierze”, 1982
- Dzieje podolsztyńskich wsi na trasach rajdu „Szlakami Rodła”. Olsztyn: ZW PTTK, 1988 (wspólnie z Janem Chłostą)
- Węgrów. Dzieje miasta i okolic w latach 1441–1944. Węgrów: Towarzystwo Miłośników Ziemi Węgrowskiej, wyd. 1 1991, wyd. 2 2006 (wspólnie z Arkadiuszem Kołodziejczykiem)
- Niewinnie straceni w Warszawie 1945-1956. Warszawa: Fundacja Ochrony Zabytków, wyd. 1 1991, wyd. 2 1994
- Zuzela wieś rodzinna Prymasa Stefana Wyszyńskiego. Warszawa: 1993
- Węgrów 1863. Pruszków: „Ajaks” - Zarząd XII Sztabu Generalnego WP, 1995 (wspólnie z Arkadiuszem Kołodziejczykiem)
- Zabytkowe kościoły Tatr, Podhala, Orawy, Spisza. Warszawa: Wydawnictwo Ornament, 1997
- Żółkiew. Warszawa: Fundacja Ochrony Zabytków, 1997 (wspólnie z Piotrem Kozarskim)
- Przed Bogiem i historią. Księga ofiar komunistycznego reżimu w Polsce lat 1944–1956: Mazowsze. Warszawa: IPN, 2003
- Gloria victis. Mogiły z okresu Powstania Styczniowego 1863-1864 roku na ziemiach polskich (2004)

## Nagrody i odznaczenia
- Regionalna Nagroda im. Michała Lengowskiego za wieloletnią pracę redakcyjną i publicystyczną w „Słowie na Warmii i Mazurach” ze szczególnym uwzględnieniem książki Polska pieśń patriotyczna na Warmii w latach 1772–1939 (1982)
- Nagroda „Warsawiana” za opracowanie: Przed Bogiem i historią: księga ofiar komunistycznego reżimu w Polsce lat 1944–1956: Mazowsze (2004)
- Medal „Pro Memoria” przyznawany przez Urząd do Spraw Kombatantów i Osób Represjonowanych (2005)